# 袖井林二郎
袖井 林二郎（そでい りんじろう、1932年3月9日 - 2025年2月10日）は、日本の国際政治学者、評論家。法政大学名誉教授。専門は、戦後日米関係史、国際政治史、アメリカ政治論。
宮城県遠田郡小牛田町（現・美里町）出身。占領期研究の第一人者。戦後史関係資料を広範に探索してきたことで知られている。妻は社会学者の袖井孝子。

## 略歴
- 1947年：美里町立小牛田中学校卒業
- 1950年：宮城県古川高等学校卒業
- 1954年：早稲田大学政治経済学部卒業
- 1956年：早稲田大学大学院政治学研究科修士課程修了
- 1958年：渡米。カリフォルニア大学ロサンゼルス校（UCLA）入学
- 1964年：カリフォルニア大学ロサンゼルス校大学院修士課程修了（政治学修士）
- 1970年：丸木位里・俊夫妻の『原爆の図』をアメリカ合衆国で展示紹介
- 1975年：『マッカーサーの二千日』で大宅壮一ノンフィクション賞及び毎日出版文化賞を受賞
- 1976年：法政大学法学部教授
- 1992年：カリフォルニア大学ロサンゼルス校日本研究所客員研究員（翌1993年まで）
- 1999年：法政大学名誉教授
- 2004年：博士（政治学）（法政大学）

## 著作

### 単書
- 『燃えるアメリカゆれるアメリカ』現代史資料センター出版会　1972
- 『マッカーサーの二千日』 中央公論社、1974、中公文庫、1976、改版2004
- 『私たちは敵だったのか 在米ヒバクシャの黙示録』潮出版社　1978、角川文庫　1980、岩波同時代ライブラリー　1995

Were We the Enemy?: American Survivors of Hiroshima, edited by John Junkerman, (Westview Press, 1998).
- 『反核のアメリカ』 潮出版社、1982
- 『拝啓マッカーサー元帥様――占領下の日本人の手紙』 大月書店、1985、中公文庫 1991、岩波現代文庫、2002
- 『夢二加州客中』集英社 1985
  - 『夢二のアメリカ』集英社文庫　1994
- 『占領した者された者――日米関係の原点を考える』 サイマル出版会　1986
- 『リメンバー昭和!――同時代史の覚え書』 丸ノ内出版　1999
- 『アーサー・シイク義憤のユダヤ絵師』社会評論社　2007
- 『夢二　異国への旅』ミネルヴァ書房 2012

### 共著
- （秦郁彦）『日本占領秘史 下』（朝日新聞社、1977、ハヤカワ文庫、1986）- 上は竹前栄治・天川晃 共著
- （福島鑄郎・太平洋戦争研究会 共編）『図説 マッカーサー』（ふくろうの本：河出書房新社、2003）
- 『アメリカのなかの南と北 クリントンの難問とフジモリの実験』遅野井茂雄共著（第三書館、1993）

### 編著
- 『世界史のなかの日本占領――国際シンポジウム』（日本評論社、1985）

### 共編著
- （福島鑄郎）『マッカーサー――記録・戦後日本の原点』（日本放送出版協会、1982）
- （竹前栄治）『戦後日本の原点――占領史の現在』（悠思社、1992）

### 訳書
- H.ベアワルド『指導者追放 占領下日本政治史の一断面』勁草書房　1970
- ジェラルド・リーチ『バイオクラット 試験管ベビーから人造人間まで』袖井孝子共訳　読売新聞社　1972
- アンジェラ・デービス編著『もし奴らが朝にきたら 黒人政治犯・闘いの声』監訳　現代評論社　1972
- ハワード・B・ションバーガー『ジャパニーズ・コネクション――海運王K・スガハラ外伝』文藝春秋、1995
- 『吉田茂=マッカーサー往復書簡集 1945-1951』（編訳　法政大学出版局　2000、講談社学術文庫、2012）

## 参考
- 袖井林二郎教授略歴・著作目録 (袖井林二郎教授定年退職記念号) 法学志林 2000-03